# John Banks (Politiker, 1946)

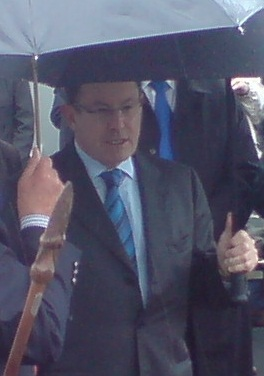
John Banks (2010)

John Archibald Banks CNZM, QSO (* 2. Dezember 1946 in Wellington) ist ein neuseeländischer Politiker der New Zealand National Party (NP) sowie zuletzt von ACT New Zealand, der unter anderem von 1981 bis 1999 sowie erneut zwischen 2011 und 2014 Mitglied des Repräsentantenhauses sowie mehrmals Minister war. Er war ferner von 2011 bis 2014 Vorsitzender von ACT New Zealand.

## Leben
Banks arbeitete nach dem Besuch des Heretaunga College sowie des Avondale College in Auckland sechs Jahre als Marktforscher und Verkäufer für zwei international tätige Pharmazieunternehmen. Er war von 1976 bis 1980 Mitarbeiter im Wahlkreisbüro der New Zealand National Party (NP) für den Wahlkreis Birkenhead. Seine politische Laufbahn begann er in der Kommunalpolitik, als er 1977 für die NP zum Mitglied des Rates von Birkenhead gewählt wurde. 1978 kandidierte er ohne Erfolg für die NP im Wahlkreis Roskill für ein Mandat im Repräsentantenhaus. Daneben wurde er 1980 Mitglied des Regionalausschusses von Auckland. 
Am 15. August 1981 wurde Banks als Kandidat der NP im Wahlkreis Whangarei erstmals zum Mitglied des Repräsentantenhauses gewählt und gehörte diese bis zum 27. November 1999 an. Zu Beginn seiner Parlamentszugehörigkeit war er zwischen 1981 und 1984 Mitglied des Ausschusses für Kommunalgesetze, danach 1984 sowohl Mitglied des Hauptausschusses als auch des Ausschusses für öffentliche Ausgaben sowie zuletzt von 1987 bis 1990 Mitglied des Geschäftsordnungsausschusses.
Er wurde am 2. November 1990 von Premierminister Jim Bolger zum Polizeiminister ernannt und bekleidete dieses Ministeramt bis zum 20. November 1993. Zugleich war er vom 2. November 1990 bis zum 1. November 1996 Tourismusminister sowie zwischen dem 2. November 1990 und dem 19. November 1992 auch Minister für Sport und Erholung. Des Weiteren war er vom 19. November 1992 bis zum 1. November 1996 Minister für Sport, Fitness und Freizeit sowie zwischen dem 29. November 1993 und dem 1. November 1996 Minister für Kommunalverwaltung. Ferner fungierte er vom 1. März bis zum 1. November 1996 als Minister für Zivilverteidigung. Für seine Verdienste wurde ihm 2000 der Queen’s Service Order (QSO) verliehen. 
Nach seinem Ausscheiden aus dem Parlament löste er 2001 seine Parteifreundin Christine Fletcher als Bürgermeister von Auckland ab und bekleidete dieses Amt bis zu seiner Ablösung durch Dick Hubbard 2004. 2007 löste er wiederum Dick Hubbard als Bürgermeister von Auckland ab und übte diese Position bis zu seiner Ablösung durch Len Brown 2007 aus. Ferner war er als Entwickler für Gewerbegrundstücke, als Partner der Tony’s Restaurant-Gruppe, als Rundfunkmoderator sowie als Geschäftsführender Partner der Christopher and Banks Private Equity Ltd tätig. 2011 wurde er aufgrund seiner Verdienste in der Kommunalpolitik auch Companion des New Zealand Order of Merit (CNZM). 
Am 27. November 2011 wurde Banks Nachfolger von Don Brash als Vorsitzender von ACT New Zealand und bekleidete diese Funktion bis zum 13. Juni 2014, woraufhin er durch Jamie Whyte abgelöst wurde. Er wurde am 14. Dezember 2011 für ACT New Zealand wieder zum Mitglied des Repräsentantenhauses gewählt und vertrat dort nunmehr bis zum 13. Juni 2014 den Wahlkreis Epsom. In der zweiten Regierung von Premierminister John Key fungierte Banks zwischen dem 14. Dezember 2011 und dem 16. Oktober 2013 als Minister für Regulierungsreformen und als Minister für Kleinunternehmen sowie zugleich in Personalunion als Beigeordneter Minister für Handel und als Beigeordneter Minister für Bildung. Während dieser Zeit war er zwischen dem 20. Dezember 2011 und dem 13. Juni 2014 auch Mitglied des Parlamentsausschusses für Privilegien sowie zuletzt vom 29. Februar 2012 bis zum 13. Juni 2014 auch Mitglied des Parlamentsausschusses für Unternehmen. Er war ferner Paul Harris-Fellow von Rotary International.

## Weblink
- Eintrag auf der Homepage des Neuseeländischen Parlaments

| Personendaten    | Personendaten                              |
| ---------------- | ------------------------------------------ |
| NAME             | Banks, John                                |
| ALTERNATIVNAMEN  | Banks, John Archibald (vollständiger Name) |
| KURZBESCHREIBUNG | neuseeländischer Politiker                 |
| GEBURTSDATUM     | 2. Dezember 1946                           |
| GEBURTSORT       | Wellington                                 |